# Большая Арешевка
Большая Арешевка — село в Кизлярском районе Дагестана. Административный центр Большеарешевского сельского поселения.

## Географическое положение
Расположено в 33 км к северо-востоку от города Кизляр, на трассе Кизляр-Брянск, между каналами Шайтан-Прорва и Карататаул.
В селе 17 улиц. Из них 2 самые большие — Мира, и центральная улица — Кирсанова. Высота села над уровнем моря составляет −26 м, так как расположено на Прикаспийской низменности.

## Природа
Животный мир представлен: рептилиями (гадюки), птицами (фазан, водоплавающие дикие утки, лысухи и другие), млекопитающими (камышовый кот, корсак, дикий кабан, ондатра, тушканчик).
Почвы солончаковые (представлены солями Na и K), песчаные и глинопесчаные. Встречаются большие заросли камыша, как и на многих участках Кизлярского района. В окрестностях села располагаются густые заросли лоха узколистного и тамарикса.

## Климат
Относительно большие скорости ветра (16 м/с) отмечаются в январе, марте и ноябре, из-за резких перепадов температур. Кизлярский район в частности и село Большая Арешевка нося полупустынный характер. Средние температурные показатели в селе зимой составляют от −3° до +2°С, весной — от +14° до +17°С, летом достигают +32° — +34°С, а осенью — от +13° до +16°С. Среднегодовое количество осадков составляет 307 мм, из-за чего земледелие полностью орошаемое. В целом, климат села практически одинаков с климатом города Кизляр.

## История
Село основано русскими переселенцами на землях, принадлежащих кизлярскому помещику Варлааму Арешеву (откуда и название).

## Население
| 1889  | 1914 | 1926 | 1970 | 1989 | 2002  | 2010  |
| ----- | ---- | ---- | ---- | ---- | ----- | ----- |
| 306   | ↗488 | ↗558 | ↗974 | ↘962 | ↗1496 | ↗1565 |
| 2021  |      |      |      |      |       |       |
| ↗1908 |      |      |      |      |       |       |

Национальный состав
По данным Всесоюзной переписи населения 1926 года:
| № | Национальность | Численность, чел. | Доля   |
| - | -------------- | ----------------- | ------ |
| 1 | русские        | 544               | 97,5 % |
| 2 | армяне         | 12                | 2,2 %  |
| 3 | украинцы       | 2                 | 0,3 %  |

По результатам Всероссийской переписи населения 2010 года:
| № | Национальность | Численность, чел. | Доля   |
| - | -------------- | ----------------- | ------ |
| 1 | аварцы         | 715               | 45,7 % |
| 2 | даргинцы       | 429               | 27,4 % |
| 3 | русские        | 170               | 10,9 % |
| 4 | табасараны     | 75                | 4,8 %  |
| 5 | кумыки         | 52                | 3,3 %  |
| 6 | лезгины        | 34                | 2,2 %  |
| 7 | цахуры         | 27                | 1,7 %  |
| 8 | лакцы          | 25                | 1,6 %  |
| 9 | другие         | 38                | 2,4 %  |

По данным Всероссийской переписи населения 2010 года, в селе проживало 1565 человек (776 мужчин и 789 женщин). До конца 70-х годов село было практически чисто русским. Начиная с 80-х годов и по настоящее время наблюдается отток коренного русскоязычного населения из села.

## Промышленность
Животноводческий колхоз «Россия».